# Ginsenoside
I Ginsenosidi sono una classe di saponine triterpeniche a struttura steroidea, rilevabili solo nelle piante del genus Panax (ginseng). Sono stati oggetto di ricerca, in quanto sono ritenuti i principi attivi ai quali sarebbe imputabile l'efficacia del ginseng. Dal momento che i ginsenosidi sembrano influenzare molte vie metaboliche, i loro effetti sono complessi e difficili da isolare.

## Valutazione medica ed economica
La ragione per la quale molte risorse vengono impiegate nella ricerca sui ginsenosidi, è il fatto che l'entusiasmo per i rimedi medicinali non convenzionali continua a crescere, sia negli Stati Uniti, che nel resto del mondo. Con vendite annuali di oltre 300 milioni di dollari (tra il 15 e il 20% del mercato statunitense), il ginseng è una delle sostanze erboristiche più vendute negli Stati Uniti.
Mentre negli Stati Uniti le preparazioni a base di ginseng sono considerate come integratori alimentari, in Europa, e particolarmente in Germania, queste sono considerate come ritrovati di tipo medicinale.
In molti paesi europei, il ginseng e altri fitomedicinali sono prescritti dai medici, ed elementi di medicina botanica sono entrati a far parte degli insegnamenti di medicina. Con gli studi della "Commissione E" sulle medicine erboristiche, che individuano dei criteri per la sicurezza e l'efficacia delle erbe medicinali, il governo tedesco riconosce che l'uso del ginseng è efficace per tonificare, rinvigorire e rinforzare in periodi di affaticamento e debilitazione.

## Chimica
I ginsenosidi condividono una struttura di base simile, che consta di un nucleo di gonano steroide con 17 atomi di carbonio disposti in quattro anelli. Essi sono classificati in due gruppi (tipo dammarano e oleanano) a seconda dello scheletro di agliconi.

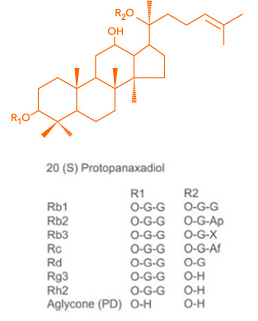
struttura chimica dei ginsenoidi del tipo Protopanaxadiolo; ppd

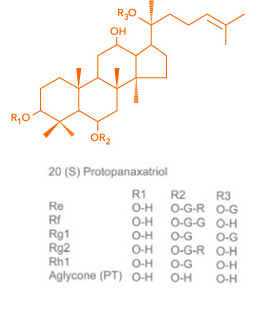
struttura chimica dei ginsenoidi del tipo Protopanaxatriolo; ppt

Il tipo dammarano include 2 classificazioni: il 20(S)-protopanaxadiolo [ppd] e il 20(S)-protopanaxatriolo [ppt]. La classificazione ppd contiene i più abbondanti ginsenosidi del ginseng, come i ginsenosidi Rb1, Rb2, Rb3, Rc, Rd, Rg3, Rh2, e l'aglicone PD. La classificazione ppt contiene i ginsenosidi Re, Rf, Rg1, Rg2, Rh1, e l'aglicone PT, più un altro piccolo gruppo a cui appartiene lo pseudoginsenoside F11 ed i suoi derivati. Il tipo oleanano include l'acido oleanolico e i suoi derivati. I ricercatori canadesi hanno dimostrato la relazione tra struttura dei ginsenosidi e funzione nel ridurre la proliferazione cellulare e nell'indurre l'apoptosi nella linea cellulare della leucemia umana (THP-1). La presenza di zuccheri al C-3 e al C-6 nelle strutture dell'aglicone PD e PT riduce la potenza di indurre apoptosi in cellule leucemiche.

## Farmacocinetica
Se assunte per via orale, le saponine di tipo ppd sono prevalentemente metabolizzate dalla flora batterica in ppd monoglucoside, 20-O-beta-D-glucopiranosil-20(S)-protopanaxadiolo (M1).
Nell'uomo, l'M1 è rilevabile nel plasma sanguigno dalle 7 ore dopo l'assunzione di ginseng e nelle urine dalle 12 ore successive l'assunzione. Questi rilevamenti indicano che l'M1 è il metabolita finale dei ginsenosidi del tipo ppd.
L'M1 è indicato in alcuni articoli come IH-901, ed in altri come composto-K.

## Effetti fisiologici e farmacologici

### Effetti sul trasporto di glucosio
I ginsenosidi Rb1, Rb2, Rc, Rf, Rg1, Rg2 e Re stimolano l'assorbimento di glucosio negli eritrociti in maniera dipendente dalla dose.
L'effetto più evidente è attribuibile al 1microM del ginsenoside Rb1 che mostra un aumento del 24+/-5% sull'attività basale. Comunque, ginsenoside Rg3, chikusetsusaponina Ia, e acido glicirretico inibiscono il trasporto in eritrociti di pecora.
Sotaniemi et al. hanno condotti studi clinici e hanno dimostrato una riduzione nei livelli di glucosio nel sangue e di emoglobina glicosilata A1c (HbA1c) rispetto al placebo in persone affette da diabete mellito di tipo 2 trattati con ginseng. Il ginseng migliora l'umore e le performance psicofisiche il che porta ad un aumento dell'attività fisica e a una riduzione di peso.
Uno studio clinico preliminare effettuato da scienziati canadesi rivela che il ginseng americano ha un'azione di abbassamento dei livelli di glucosio nel sangue sia in soggetti non-diabetici sia in soggetti con diabete mellito di tipo 2 se il ginseng è somministrato 40 minuti prima del pasto. Quindi, il ginseng potrebbe essere utile per abbassare il tasso glicemico in una dieta per diabetici col fine di controllare i livelli di glucosio.
L'effetto antiiperglicemico del ginseng può essere rilevante nel trattamento del cancro, siccome è stato osservato che il NIDDM è correlato con l'aumentare di incidenza del cancro e che elevati livelli di insulina possono stimolare la crescita di tumori.

### Effetto sul sistema cardiocircolatorio
Gli scienziati cinesi Zhan et al. hanno studiato l'azione cardioprotettiva del ginseng in pazienti che necessitavano di bypass cardiopolmonare per un intervento alla valvola mitralica.
Su 30 pazienti studiati, 11 hanno ricevuto la normale soluzione cardioplegica (utilizzata per sospendere l'attività cardiaca nelle fasi dell'intervento), 11 hanno ricevuto una soluzione con estratto di ginseng e 8 una soluzione contenente i ginsenosidi Rb1 and Rb2. L'estratto integrale di ginseng migliora il recupero della prestazione emodinamica cardiaca diminuendo il gonfiore mitocondriale durante il periodo dell'ischemia. Particolarmente interessante il fatto che l'estratto totale della radice è più efficace dei singoli ginsenosidi. Questo indica che i ginsenosidi agiscono insieme più che individualmente.

### Azione antiossidante
Vari studi recenti hanno suggerito che le azioni antiossidanti e protettive del ginseng siano legate al miglioramento della sintesi di ossido nitrico (NO) nell'endotelio dei polmoni, del cuore, dei reni e del corpo cavernoso.

### Effetti sulla prestazione fisica
Sono stati studiati nel corso di una ricerca doppio cieco, probabilistica, e in crossover gli effetti dell'estratto di ginseng combinato con bitartrato di dimetilamminoetanolo, vitamine, minerali e elementi traccia sulla prestazione fisica sotto sforzo. Il carico totale di lavoro e il consumo massimo di ossigeno (VO2max) durante l'esercizion fisico furono significativamente aumentati dopo l'assunzione di ginseng rispetto al placebo. Allo stesso carico di lavoro, il consumo di ossigeno, i livelli plasmatici di lattato, la ventilazione, la produzione di diossido di carbonio, e il battito cardiaco durante l'esercizio furono significativamente diminuiti dopo l'assunzione di preparazioni al ginseng rispetto al placebo. Gli effetti del ginseng furono più pronunciati nei soggetti con consumo massimo di ossigeno minore a 60 ml/kg/min durante l'attività fisica rispetto ai soggetti con livelli di 60 ml/kg/min o superiori. Dato che il consumo massimo di ossigeno (VO2max) riflette lo stato di forma fisica di una persona, i risultati indicano che gli effetti del ginseng furono più pronunciati in coloro che presentarono un minore stato di forma (minore capacità aerobica). Le evidenze indicano che le preparazioni di ginseng aumentarono la capacità di lavoro dei soggetti tramite il miglioramento dell'utilizzo muscolare dell'ossigeno.

### Effetti sulla funzionalità polmonare e sulla resistenza allo sforzo
In uno studio doppio cieco casuale confrontato mediante placebo, scienziati israeliani hanno valutato gli effetti del G115 (estratto di Ginseng standardizzato al 4% totale di ginsenosidi) sulla massima ventilazione volontaria (MVV), sulla massima pressione inspiratoria (MIP) e sul massimo volume di ossigeno (VO2max) in pazienti affetti da una blanda COPD (severe chronic obstructive lung disease). Scoprirono che l'estratto di Ginseng (standardizzato al 4% totale di ginsenosidi) assunto per via orale con una dose giornaliera di 100 mg migliora la potenza della muscolatura polmonare (mostrata dall'incremento della MIP) e la resistenza della muscolatura polmonare (come si evince dall'aumento della MVV). Si rileva anche un aumento della resistenza allo sforzo (aumento del VO2max).

### Effetti sulla prestazione psicomotoria
Uno studio clinico a doppio cieco e placebo-controlled sull'effetto di un estratto standardizzato di ginseng sulla prestazione psicomotoria in volontari in buona salute ha rivelato che i soggetti che avevano assunto il ginseng erano significativamente migliori nelle capacità logico-matematiche rispetto al gruppo a cui era stato somministrato un placebo. È stato pertanto concluso che il ginseng debba essere superiore al placebo nel migliorare certe funzioni psicomotorie in soggetti sani.

### Attività antiallergica
Alcuni scienziati coreani hanno studiato le attività antiallergiche dei ginsenosidi e dei loro metaboliti, come quelli prodotti dai batteri della flora intestinale umana. Il Composto-K che è il principale metabolita, ha la più potente attività inibitoria del rilascio della beta-esosamminidasi da parte delle cellule RBL-2H3 e sulla reazione PCA (anafilassi cutanea passiva). L'attività inibitoria del Composto-K fu più potente di quella del cromoglicato disodico, uno dei farmaci antiallergici commerciali. Le loro scoperte suggeriscono che l'azione antiallergica del Composto-K deriva dalla sua attività stabilizzante la membrana cellulare e dal fatto che i ginsenosidi sono profarmaci con grandi proprietà antiallergiche.

### Attività antitumorale
Lo scienziato giapponese H. Hasegawa ha scoperto che il M1 inibisce la crescita delle cellule tumorali inibendo l'assorbimento di glucosio.
Ha anche rilevato come il M1 possieda effetti antimetastatici in vitro come pure in vivo.
Potrebbe quindi avere applicazioni cliniche nella prevenzione e nel trattamento delle forme tumorali, specialmente per quelle resistenti al cisplatino.
Gli scienziati sudcoreani hanno testato in vitro l'attività antitumorale del M1 contro quattro tipi di cellule tumorali umane e una sottolinea resistente al cisplatino, uno dei più potenti agenti antitumorali. I tumori su cui fu praticato il test erano:
- leucemia mieloide (HL-60),
- adenocarcinoma polmonare (PC-14),
- adenocarcinoma gastrico (MKN-45),
- epatoma (HepG2)
- cellule PC/DDP resistenti alla cisplatina.

Il M1 inibì la proliferazione dei tumori sopra elencati del 50% alle rispettive concentrazioni di 24.3, 25.9, 56.6, 24.9 and 20.3 μM. 
Questo mostra che sono necessarie maggiori concentrazioni di M1 per eliminare il 50% delle cellule tumorali rispetto al cisplatino. Tuttavia, il M1 non è cross-resistant alle cellule resistenti al cisplatino e potrebbe essere un candidato al trattamento del cancro polmonare resistente al cisplatino.

#### Chemioprevenzione del cancro
Un altro gruppo di ricercatori ha scoperto che il M1 inibisce la mutagenicità del benzo[a]pirene (B[a]P), un potente composto cancerogeno ubiquitario nell'ambiente.
Nell'analisi dell'aberrazione cromosomica, il M1 ha ridotto la frequenza dell'aberrazione genetica indotta dal B[a]P. Pertanto i metaboliti saponine del ginseng, tra cui il M1 possono risultare efficaci agenti chemiopreventivi.
Lo scienziato coreano Yun et al ha rilevato come il rischio relativo di varie patologie tumorali sia meno elevato tra i consumatori di ginseng. 
I fumatori che assumono ginseng hanno minori rischi di contrarre tumori legati al fumo (polmone, labbro, cavità orale, faringe e fegato) di coloro che non ne fanno uso. Il rischio di tumori allo stomaco e al polmone è significativamente ridotto, con una significativa relazione statistica dose-risposta.

### Effetti sulle cellule nervose
M1 produce significativa guarigione da perdite di memoria, atrofia assonale e perdita dell'efficienza sinaptica indotta dalla betamiloide (25-35) nei topi. Questi risultati suggeriscono che saponine del tipo ppd assunte per via orale possano riattivare la funzionalità neuronale nei soggetti affetti da malattia di Alzheimer.

## Differenze fitotassonomiche
Alcune specie di Panax sono disponibili in commercio, tra esse si ricordano 
- C.A. Meyer
- Panax quinquefolius L.
- Panax notoginseng (Burk) Chen
- Panax vietnamensis
- Panax japonicus

Il Panax ginseng cresce in Corea, Giappone e nella Provincia Cinese di Jilin. È anche chiamato ginseng coreano. Il Panax quinquefolius cresce negli Stati Uniti e in Canada. È anche chiamato ginseng americano o - commercialmente - Fen Guang ginseng. Il Panax notoginseng è diffuso nelle province cinesi di Yun nan e Guang xi ed è alternativamente conosciuto come San chi o Tian chi. Il P. vietnamensis è commercialmente conosciuto come Ginseng Vietnamita e cresce - per l'appunto - in Vietnam. Il P. japonicus, diffuso in Giappone e altrimenti denominato Chikusetsu-ninjin contiene la maggior concentrazione di ginsenosidi. Il P. ginseng contiene invece la quantità minore di ginsenosidi. Più del 90% dei ginsenosidi totali contenuti nel P. japonicus sono del tipo dell'acido oleanolico più uno del tipo dammarano (Chikusetsusaponina III). Quest'ultimo non si trova negli altre 4 specie di Panax sopra elencate. Il P. notoginseng contiene elevati livelli di Rb1, Rd e Rg1 (saponine del tipo dammarano), ma non contiene saponine del tipo dell'acido oleanoico.
Il Rb1 è molto abbondante nel Panax quinquefolius (Ginseng Americano).